# Тератологія

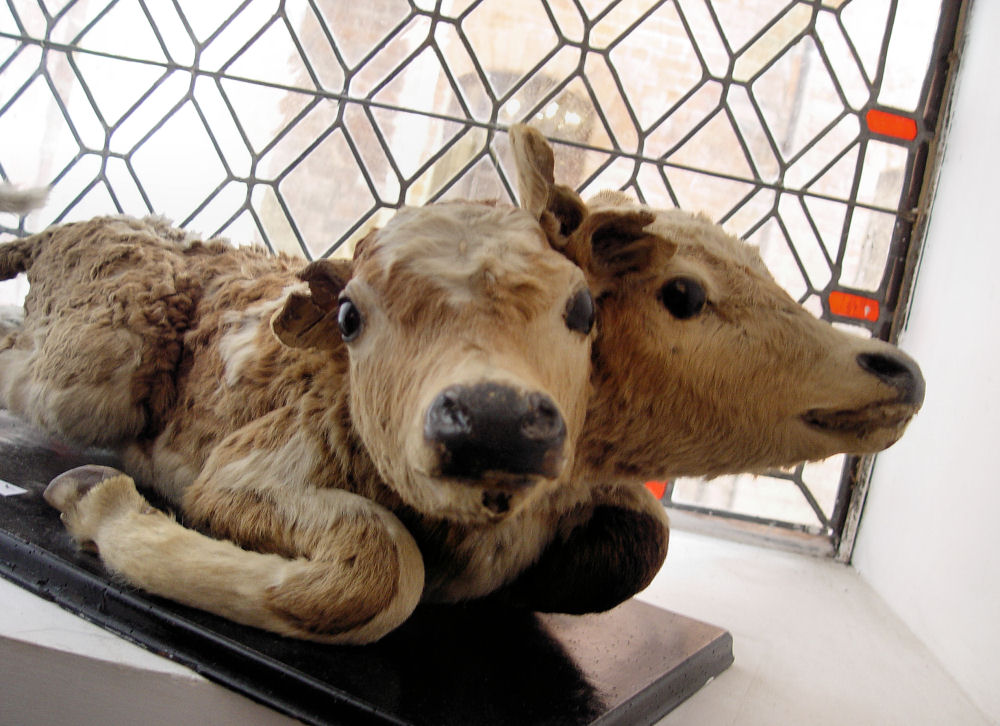
Теля з двома головами

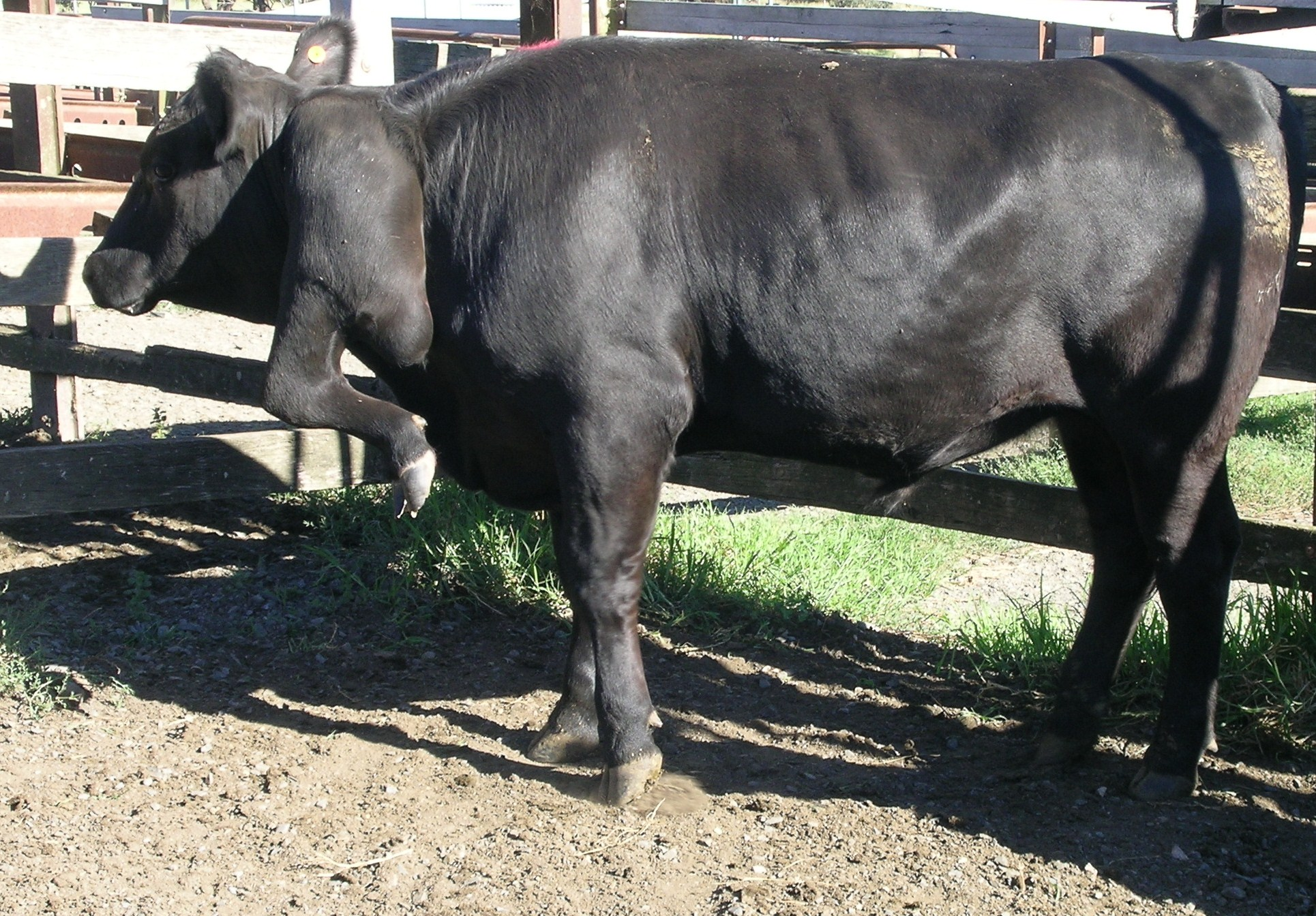
Тварина з п'ятьма ногами

Тератологія — наука, що займається вивченням аномалій фізіологічного розвитку. Часто термін «тератологія» сприймається як вивчення вроджених аномалій виключно у людей, однак окрім вивчення аномалій фізіологічного розвитку людей проводяться дослідження і з рослинами.

## Етимологія
Термін походить від грецьких слів τέρας (Teras) (родовий τέρατος, teratos), що означає «монстр» або «диво», і λόγος — «слово», або «дослідження».
У 17-му столітті слово тератологія вживали в дискусіях щодо чогось дивного, неприродного. У 19 столітті термін набув значення відхилень розвитку і переважно застосовувався в ботаніці. Термін став популярним у 1960-х роках завдяки Девіду Сміту з медичного інституту Вашингтонського університету, одному з дослідників, які стали відомі в 1973 році завдяки відкриттю алкогольного синдрому плоду. Наразі тератологія використовується в різних областях фундаментальної науки, в тому числі біології, ембріології і генетиці. До 1940-х років, тератологісти не вірили, що вроджені дефекти могли бути спадковими.

## Люди
В 2010 році вроджені вади призвели до приблизно 510 000 смертей. Близько 3% новонароджених мають «фізичну аномалію», тобто аномалію, яка має косметичне або функціональне значення.

## Рослини
У ботаніці, як правило, досліджуються аномальні зразки. Наприклад, відкриття аномальних квітів, (квіти з листям замість пелюсток).